# Praputnjak
 Praputnjak   (olaszul: Feletto o San Giuseppe) falu Horvátországban, Tengermellék-Hegyvidék megyében. Közigazgatásilag Bakarhoz tartozik.

## Fekvése
Fiume központjától 12 km-re, községközpontjától 3 km-re keletre a Tengermelléken fekszik. A települést teljes hosszúságban átszeli a D5061-es út. A településnek nincsenek elnevezett utcái, a helyiek a településrészek nevei alapján tájékoződnak, ezek Meja, Košćica, Raskrižje, Femberovo, Gosponovo, Solina, Ogradica, Gajina, Studenac, Trnovica, Lunga, Bajta. A település magja a Szent József templom körül helyezkedik el. Itt van a kultúrház, az óvoda, a négyosztályos alapiskola és a postahivatal is. A falutól délre a Dolčina nevű sziklás völgy található, melynek szélétől a Bakari-öbölig húzódó meredek lejtőn szabályosan kiépített teraszos támfalak láthatók.

## Története
A falu területén történelem előtti vár maradványai találhatók ahonnan a római kor előtti időszakból és a római korból kerültek elő leletek. Később a 15. és 16. század folyamán a Dolčina peremén új települések jöttek létre Bujansko, Fitnićevo, Demelićevo és Tadejsko. 1657-ben egy latin nyelvű oklevél említi először a Prapotnik és Prapotnjak neveket. A Szent József templom első írásos említése 1716-ban egy bakari iratban történt. 1725 és 1732 között a Karolina út építése során az út mentén építési telkeket osztottak házak építése céljára és ekkor alakult ki a település mai formája. A Bakar és Bakarac közötti, a Bakari-öböl feletti lejtőkön húzódó mezőgazdasági terület támfalas kiépítése Mária Terézia uralkodása alatt kezdődött, aki engedélyezte a helyieknek, hogy az erdőt kivágva a tengerre néző lejtőkre szőlőt telepítsenek. Az irtványterület a lakosok saját tulajdona lett és öt évre mentesültek az adófizetés alól. Az itt termeszetett szőlőfajtából állították elő a híressé vált bakari habzóbort a Bakarska vodicát. 1789-ben Praputnjak önálló plébánia lett. A régi templom helyén a 19. század végén építették fel a mai plébániatemplomot, mely ma is uralja a falu képét. 1806-ban Tomo Miloš plébános új temetőt nyitott a településen, azelőtt a praputnjakiak is Bakarra temetkeztek. 1864-ben Štiglić plébános iskolát alapított a településen, mely a plébánia épületében működött. 1872-ben kapta az iskola azt az épületet, melyben ma is található. 1818-ban Meja településrészen a Lujziana út mellett harmincadvámszedő helyet létesítettek, melynek kőasztala még ma is látható. 
A településnek 1857-ben 1234, 1910-ben 811 lakosa volt. 1920 előtt Modrus-Fiume vármegye Sušaki járásához tartozott. 2011-ben a falunak 590 lakosa volt.

## Lakosság

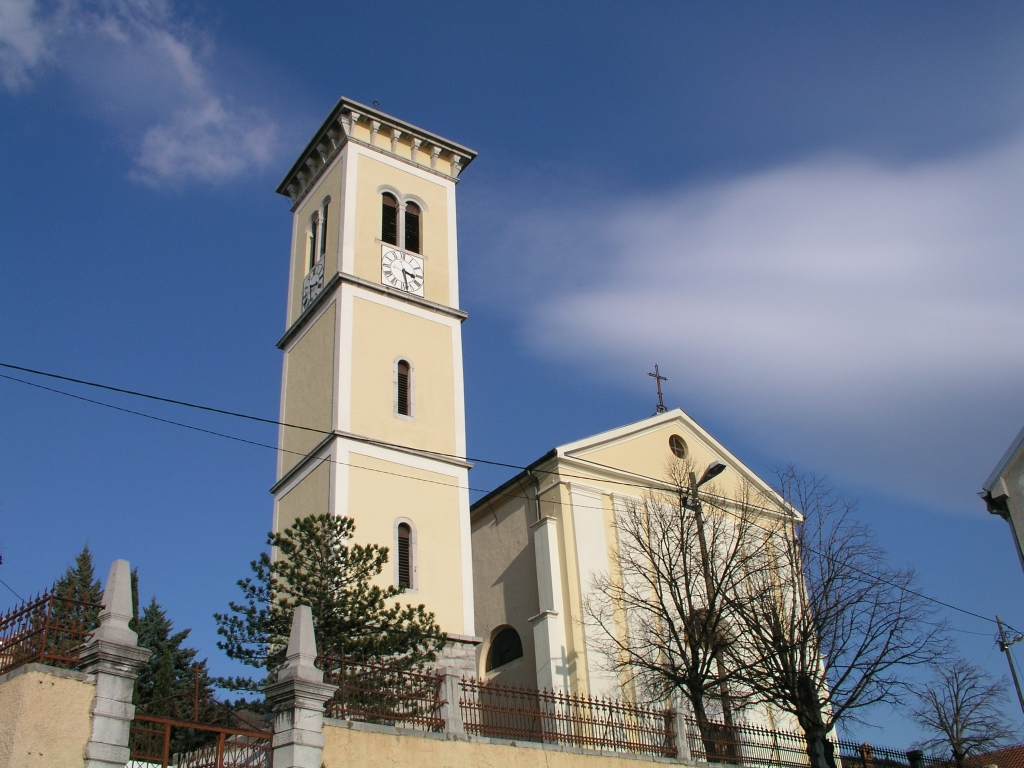
A Szent József plébániatemplom

| Lakosság változása | Lakosság változása | Lakosság változása | Lakosság változása | Lakosság változása | Lakosság változása | Lakosság változása | Lakosság változása | Lakosság változása | Lakosság változása | Lakosság változása | Lakosság változása | Lakosság változása | Lakosság változása | Lakosság változása | Lakosság változása |
| ------------------ | ------------------ | ------------------ | ------------------ | ------------------ | ------------------ | ------------------ | ------------------ | ------------------ | ------------------ | ------------------ | ------------------ | ------------------ | ------------------ | ------------------ | ------------------ |
| 1857               | 1869               | 1880               | 1890               | 1900               | 1910               | 1921               | 1931               | 1948               | 1953               | 1961               | 1971               | 1981               | 1991               | 2001               | 2011               |
| 1234               | 1057               | 1121               | 1108               | 1014               | 811                | 836                | 763                | 588                | 541                | 634                | 682                | 620                | 581                | 575                | 590                |

## Nevezetességei
Szent József tiszteletére szentelt plébániatemploma a 19. század végén épült.
Az praputnjaki etnozóna  magában foglalja Praputnjak falut és Dolčina területét, Tadejsko és Bujansko elhagyott falvaival, valamint Trnovica, Gradina, Krčina, Rebar és Dugi Redi településrészeket. A Dolčina-karsztövezet a hagyományos termelési módok őrzője, amelyeknek az eredete a szlávok érkezése előtti időkig nyúlik vissza. Ilyenek például a földek öntözésére szolgáló víztározók és a falazott vízforrások. Praputnjak gazdálkodási és szőlészeti övezetét már a 15. században említik az írásos források. A 18. és 19. században az utak építése elválasztotta a települést Dolčina mezőgazdasági területétől, de továbbra is kapcsolatban áll vele.

## Kultúra
Praputnjak kulturális központja a Kultúrház a falu központja felett a templom mögött található. Az épület 1978-ban épült, olvasóterem található benne.

## Híres emberek
Itt született 1858. szeptember 8-án Josip Šilović horvát pedagógus, politikus, egyetemi tanár, a Zágrábi Egyetem rektora.